# Catherine McCormack
Catherine McCormack (ur. 3 kwietnia 1972 w Epsom) – angielska aktorka filmowa i telewizyjna.
Jej pierwsza poważna rola to postać Murron, którą zagrała w nagrodzonym Oscarami filmie Braveheart. Waleczne serce, którego reżyserem i odtwórcą głównej roli był Mel Gibson.
Jednakże jej aktorskim debiutem był wyreżyserowany przez Annę Campion film Loaded (1994). Po sukcesie Braveheart. Waleczne serce, McCormack otrzymała główne role w filmie Nila Gaupa pt. Northstar oraz w filmie Marshalla Herskovitza pt. Uczciwa kurtyzana. Zagrała także w Land Girls w reżyserii Davida Lelanda, a w filmie Tegoroczna miłość (w którym wystąpiła także Kathy Burke) przypadła jej główna rola Hannah.
Innym znanym filmem z jej udziałem jest Zawód: Szpieg, gdzie wystąpiła obok Roberta Redforda i Brada Pitta.

## Filmografia
- Braveheart. Waleczne serce (Braveheart, 1995)
- Deacon Brodie (1997; TV)
- Taniec ulotnych marzeń (Dancing at Lughnasa, 1998)
- Uczciwa kurtyzana (Dangerous Beauty, 1998)
- Tegoroczna miłość (This Year’s Love, 1999)
- Urodzeni romantycy (Born Romantic, 2000)
- Cień wampira (Shadow of the Vampire, 2000)
- Przekleństwo wyspy (The Weight of Water, 2000)
- Krawiec z Panamy (The Tailor of Panama, 2001)
- Zawód: Szpieg (Spy Game, 2001)
- I uderzył grom (A Sound of Thunder, 2005)
- 28 tygodni później (28 Weeks Later..., 2007)
- Magia w blasku księżyca (Magic in the Moonlight, 2014)